# Marco Masi
Marco Masi (Pisa, 11 gennaio 1959) è un allenatore di calcio ed ex calciatore italiano, di ruolo difensore.

## Caratteristiche tecniche

### Giocatore
Giocava come libero; tecnicamente dotato, accusava limiti di temperamento.

### Allenatore
Predilige lo schieramento a zona, con una difesa a 4 o a 3.

## Carriera

### Giocatore
Cresce nel Torino, che lo preleva quattordicenne dai dilettanti pisani dello Stella Azzurra. Fa la sua apparizione nella rosa della prima squadra nella Coppa Italia 1977-1978, disputando tre partite nel girone finale. Viene poi ceduto in prestito al Genoa nel 1978, dove viene impiegato con discontinuità dai tre allenatori alternatisi sulla panchina dei Grifoni (Puricelli, Maroso e Bui) con cui ottiene la salvezza.

Masi con la maglia del Napoli nel 1984

Rientrato al Torino, debutta in Serie A il 7 ottobre 1979 nell'undici iniziale in occasione della partita disputata contro la Fiorentina. Inizialmente destinato a una nuova cessione in prestito, alla Biellese, rimane in rosa a causa degli infortuni del libero titolare Giorgio Carrera e di Renato Zaccarelli; conquista la fiducia di Luigi Radice e in seguito di Ercole Rabitti (già suo allenatore nelle giovanili) totalizzando 19 presenze. L'anno successivo, limitato dal servizio militare, disputa 13 partite con i granata.
Nel 1981 viene ceduto alla Pistoiese dove rimane per due anni prima di essere acquistato in comproprietà dal Napoli come riserva di Ruud Krol. Sotto il Vesuvio disputa le sue ultime 14 presenze in Serie A, e a fine stagione viene riscattato dalla Pistoiese, che lo gira al Pisa, appena retrocesso in Serie B. In Toscana conquista da titolare la promozione in Serie A
Dopo la promozione, tuttavia, non viene riconfermato, e viene ceduto al Catanzaro. Nonostante una rosa di buon spessore, i calabresi retrocedono in Serie C1; Masi rimane in giallorosso collaborando alla promozione in Serie B e, nella stagione successiva, a un sorprendente quinto posto finale.
Dopo tre stagioni in Calabria passa al Piacenza; la stagione è negativa e la squadra termina all'ultimo posto nel campionato di Serie B 1988-1989. Si trasferisce quindi all'Ancona, sempre in Serie B, e poi al Pontedera, dove chiude la carriera agonistica a causa di un infortunio.
In carriera ha totalizzato complessivamente 46 presenze in Serie A e 214 presenze e 2 reti in Serie B.

### Allenatore
Ha iniziato guidando le giovanili del Pisa e la Primavera della Lucchese per un biennio, tra il 1995 e il 1997. Nel 1997 ha allenato l'Aglianese, con cui raggiunge i play-off nel Campionato Nazionale Dilettanti 1997-1998, prima di lavorare due stagioni nei professionisti al Pontedera e alla Sanremese, dove viene esonerato nel marzo 2000 e successivamente richiamato, senza evitare la retrocessione dei matuziani. In seguito allena in Serie D il Cascina e il Fucecchio, da cui si dimette dopo pochi per problemi economici della società; nel corso della stessa stagione diventa, sia pur non ufficialmente, allenatore della Berretti del Pisa
Dopo le dimissioni di Antonio Cabrini, di cui era il vice, nel novembre 2004 subentra alla guida della prima squadra. Tuttavia in gennaio viene a sua volta esonerato, a causa dei risultati negativi ottenuti.
Dal 2005 al 2007 ha allenato di nuovo il Cascina in Serie D. Dal 2007 allena il Pontedera, ancora in Serie D, mantenendo l'incarico fino all'estate del 2010 quando la nuova dirigenza granata affida la panchina a Giovanni Vitali. Passa brevemente al settore giovanile del Pisa prima di ritornare al Pontedera il 19 ottobre successivo, dopo l'esonero di Vitali, e rimane sulla panchina pontederese anche nella stagione 2011-2012 quando la squadra vince il campionato ottenendo la promozione in Lega Pro Seconda Divisione. A fine stagione non viene confermato sulla panchina del Pontedera.
Il 27 giugno 2012 diviene il nuovo allenatore del Borgo a Buggiano dove al termine della Lega Pro Seconda Divisione 2012-2013 ottiene la salvezza. Nell'estate 2013 però la squadra toscana non si iscrive al successivo campionato, così Masi resta senza squadra.
Il 4 novembre 2013 viene ingaggiato dal Gavorrano, militante in Seconda Divisione, in sostituzione dell'esonerato Gabriele Cioffi. Nel marzo 2014 rescinde consensualmente il contratto con la società toscana.
Nell'estate 2014 diventa allenatore degli Allievi Nazionali dello Spezia. Dal 5 ottobre 2015 diventa allenatore della formazione Primavera della Unione Calcio Sampdoria. Il 25 novembre seguente viene sollevato dall'incarico.
Nell'estate 2016 diventa il nuovo allenatore del Viareggio 2014, club di Serie D. Si dimette il 10 dicembre 2016.
Il 23 maggio 2017 viene nominato nuovo allenatore della Pianese. Il 5 maggio 2019 conduce la squadra alla vittoria del campionato di Serie D, conducendo il club di Piancastagnaio per la prima volta nella storia alla promozione in Serie C. Viene esonerato l'8 giugno 2020, prima di disputare i play-out.
Il 25 agosto viene nominato nuovo allenatore della formazione Primavera del Pisa.
Nell'estate 2023 lascia la primavera neroazzurra per accasarsi al Follonica Gavorrano, in Serie D.

## Statistiche

### Presenze e reti nei club
Statistiche aggiornate al 18 giugno 1989.
| Stagione         | Squadra          | Campionato       | Campionato | Campionato | Coppe nazionali | Coppe nazionali | Coppe nazionali | Coppe continentali | Coppe continentali | Coppe continentali | Altre coppe | Altre coppe | Altre coppe | Totale | Totale |
| Stagione         | Squadra          | Comp             | Pres       | Reti       | Comp            | Pres            | Reti            | Comp               | Pres               | Reti               | Comp        | Pres        | Reti        | Pres   | Reti   |
| ---------------- | ---------------- | ---------------- | ---------- | ---------- | --------------- | --------------- | --------------- | ------------------ | ------------------ | ------------------ | ----------- | ----------- | ----------- | ------ | ------ |
| 1977-1978        | Torino           | A                | 0          | 0          | CI              | 3               | 0               | CU                 | 0                  | 0                  | -           | -           | -           | 3      | 0      |
| 1978-1979        | Genoa            | B                | 19         | 0          | CI              | 2               | 0               | -                  | -                  | -                  | -           | -           | -           | 21     | 0      |
| 1979-1980        | Torino           | A                | 19         | 0          | CI              | 5               | 0               | CU                 | 0                  | 0                  | -           | -           | -           | 24     | 0      |
| 1980-1981        | Torino           | A                | 13         | 0          | CI              | 0               | 0               | CU                 | 2                  | 0                  | TC          | 0           | 0           | 15     | 0      |
| Totale Torino    | Totale Torino    | Totale Torino    | 32         | 0          |                 | 8               | 0               |                    | 2                  | 0                  |             | 0           | 0           | 42     | 0      |
| 1981-1982        | Pistoiese        | B                | 34         | 0          | CI              | 4               | 0               | -                  | -                  | -                  | -           | -           | -           | 38     | 0      |
| 1982-1983        | Pistoiese        | B                | 14         | 0          | CI              | 0               | 0               | -                  | -                  | -                  | -           | -           | -           | 14     | 0      |
| Totale Pistoiese | Totale Pistoiese | Totale Pistoiese | 48         | 0          |                 | 4               | 0               |                    | -                  | -                  |             | -           | -           | 52     | 0      |
| 1983-1984        | Napoli           | A                | 14         | 0          | CI              | 5               | 0               | -                  | -                  | -                  | -           | -           | -           | 19     | 0      |
| 1984-1985        | Pisa             | B                | 30         | 1          | CI              | 7               | 0               | -                  | -                  | -                  | -           | -           | -           | 37     | 1      |
| 1985-1986        | Catanzaro        | B                | 36         | 0          | CI              | 5               | 0               | -                  | -                  | -                  | -           | -           | -           | 41     | 0      |
| 1986-1987        | Catanzaro        | C1               | 17         | 1          | CI              | 0               | 0               | -                  | -                  | -                  | -           | -           | -           | 17     | 1      |
| 1987-1988        | Catanzaro        | B                | 36         | 1          | CI              | 4               | 0               | -                  | -                  | -                  | -           | -           | -           | 40     | 1      |
| Totale Catanzaro | Totale Catanzaro | Totale Catanzaro | 89         | 2          |                 | 9               | 0               |                    | -                  | -                  |             | -           | -           | 98     | 2      |
| 1988-1989        | Piacenza         | B                | 34         | 0          | CI              | 5               | 0               | -                  | -                  | -                  | -           | -           | -           | 39     | 0      |
| Totale carriera  | Totale carriera  | Totale carriera  | 266        | 3          |                 | 40              | 0               |                    | 2                  | 0                  |             | 0           | 0           | 308    | 3      |

### Statistiche da allenatore
Statistiche aggiornate al 17 aprile 2025. In grassetto le competizioni vinte.
| Stagione                   | Squadra                    | Campionato                 | Campionato | Campionato | Campionato | Campionato | Coppe nazionali | Coppe nazionali | Coppe nazionali | Coppe nazionali | Coppe nazionali | Coppe continentali | Coppe continentali | Coppe continentali | Coppe continentali | Coppe continentali | Altre coppe | Altre coppe | Altre coppe | Altre coppe | Altre coppe | Totale | Totale | Totale | Totale | % Vittorie | Piazzamento                    |
| Stagione                   | Squadra                    | Comp                       | G          | V          | N          | P          | Comp            | G               | V               | N               | P               | Comp               | G                  | V                  | N                  | P                  | Comp        | G           | V           | N           | P           | G      | V      | N      | P      | %          | Piazzamento                    |
| -------------------------- | -------------------------- | -------------------------- | ---------- | ---------- | ---------- | ---------- | --------------- | --------------- | --------------- | --------------- | --------------- | ------------------ | ------------------ | ------------------ | ------------------ | ------------------ | ----------- | ----------- | ----------- | ----------- | ----------- | ------ | ------ | ------ | ------ | ---------- | ------------------------------ |
| 1997-1998                  | Aglianese                  | CND                        | 34         | 16         | 9          | 9          | CI-Dil          | 2               | 0               | 1               | 1               | -                  | -                  | -                  | -                  | -                  | -           | -           | -           | -           | -           | 36     | 16     | 10     | 10     | 44,44      | 3º                             |
| 1998-1999                  | Pontedera                  | C2                         | 34         | 10         | 12         | 12         | CI-C            | 6               | 3               | 2               | 1               | -                  | -                  | -                  | -                  | -                  | -           | -           | -           | -           | -           | 40     | 13     | 14     | 13     | 32,50      | 13º                            |
| 1999-2000                  | Sanremese                  | C2                         | 28         | 4          | 14         | 10         | CI-C            | 4               | 1               | 2               | 1               | -                  | -                  | -                  | -                  | -                  | -           | -           | -           | -           | -           | 32     | 5      | 16     | 11     | 15,63      | eson., subentrato, 18º (retr.) |
| 2001-2002                  | Cascina                    | D                          | 34         | 12         | 9          | 13         | CI-D            | 2               | 1               | 0               | 1               | -                  | -                  | -                  | -                  | -                  | -           | -           | -           | -           | -           | 36     | 13     | 9      | 14     | 36,11      | 9º                             |
| 2002-2003                  | Fucecchio                  | D                          | 5          | 1          | 1          | 3          | CI-D            | 2               | 1               | 1               | 0               | -                  | -                  | -                  | -                  | -                  | -           | -           | -           | -           | -           | 7      | 2      | 2      | 3      | 28,57      | dimiss.                        |
| 2004-2005                  | Pisa                       | C1                         | 9          | 1          | 5          | 3          | CI-C            | 2               | 0               | 2               | 0               | -                  | -                  | -                  | -                  | -                  | -           | -           | -           | -           | -           | 11     | 1      | 7      | 3      | &9,09      | subentrato, esonerato          |
| 2005-2006                  | Cascina                    | D                          | 34+1       | 12         | 12         | 10+1       | CI-D            | 2               | 1               | 0               | 1               | -                  | -                  | -                  | -                  | -                  | -           | -           | -           | -           | -           | 37     | 13     | 12     | 12     | 35,14      | 5º                             |
| 2006-2007                  | Cascina                    | D                          | 34         | 13         | 12         | 9          | CI-D            | 2               | 0               | 1               | 1               | -                  | -                  | -                  | -                  | -                  | -           | -           | -           | -           | -           | 36     | 13     | 13     | 10     | 36,11      | 6º                             |
| Totale Cascina             | Totale Cascina             | Totale Cascina             | 103        | 37         | 33         | 33         |                 | 6               | 2               | 1               | 3               |                    | -                  | -                  | -                  | -                  |             | -           | -           | -           | -           | 109    | 39     | 34     | 36     | 35,78      |                                |
| 2007-2008                  | Pontedera                  | D                          | 34+1       | 17         | 9          | 8+1        | CI-D            | 4               | 1               | 2               | 1               | -                  | -                  | -                  | -                  | -                  | -           | -           | -           | -           | -           | 39     | 18     | 11     | 10     | 46,15      | 3º                             |
| 2008-2009                  | Pontedera                  | D                          | 38         | 15         | 11         | 12         | CI-D            | 8               | 3               | 3               | 2               | -                  | -                  | -                  | -                  | -                  | -           | -           | -           | -           | -           | 46     | 18     | 14     | 14     | 39,13      | 9º                             |
| 2009-2010                  | Pontedera                  | D                          | 38         | 11         | 12         | 15         | CI-D            | 2               | 1               | 0               | 1               | -                  | -                  | -                  | -                  | -                  | -           | -           | -           | -           | -           | 40     | 12     | 12     | 16     | 30,00      | 15º                            |
| 2010-2011                  | Pontedera                  | D                          | 27+2       | 15+2       | 8          | 4          | CI-D            | -               | -               | -               | -               | -                  | -                  | -                  | -                  | -                  | -           | -           | -           | -           | -           | 29     | 17     | 8      | 4      | 58,62      | subentrato, 2º                 |
| 2011-2012                  | Pontedera                  | D                          | 34         | 21         | 12         | 1          | CI+CI-D         | 2+1             | 1+0             | 0               | 1+1             | -                  | -                  | -                  | -                  | -                  | PS          | 2           | 0           | 0           | 2           | 39     | 22     | 12     | 5      | 56,41      | 1º (prom.)                     |
| Totale Pontedera           | Totale Pontedera           | Totale Pontedera           | 208        | 91         | 64         | 53         |                 | 23              | 9               | 7               | 7               |                    | -                  | -                  | -                  | -                  |             | 2           | 0           | 0           | 2           | 233    | 100    | 71     | 62     | 42,92      |                                |
| 2012-2013                  | Borgo a Buggiano           | 2D                         | 34         | 9          | 17         | 8          | CI-LP           | 2               | 1               | 0               | 1               | -                  | -                  | -                  | -                  | -                  | -           | -           | -           | -           | -           | 36     | 10     | 17     | 9      | 27,78      | 9º                             |
| 2013-2014                  | Gavorrano                  | 2D                         | 16         | 3          | 5          | 8          | CI-LP           | -               | -               | -               | -               | -                  | -                  | -                  | -                  | -                  | -           | -           | -           | -           | -           | 16     | 3      | 5      | 8      | 18,75      | subentrato, esonerato          |
| 2016-2017                  | Viareggio 2014             | D                          | 15         | 3          | 5          | 7          | CI-D            | 5               | 2               | 2               | 1               | -                  | -                  | -                  | -                  | -                  | -           | -           | -           | -           | -           | 20     | 5      | 7      | 8      | 25,00      | dimiss.                        |
| 2017-2018                  | Pianese                    | D                          | 38         | 14         | 16         | 8          | CI-D            | 4               | 3               | 0               | 1               | -                  | -                  | -                  | -                  | -                  | -           | -           | -           | -           | -           | 42     | 17     | 16     | 9      | 40,48      | 8º                             |
| 2018-2019                  | Pianese                    | D                          | 38         | 21         | 11         | 6          | CI-D            | 4               | 3               | 0               | 1               | -                  | -                  | -                  | -                  | -                  | PS          | 2           | 0           | 0           | 2           | 44     | 24     | 11     | 9      | 54,55      | 1º (prom.)                     |
| 2019-2020                  | Pianese                    | C                          | 27         | 4          | 12         | 11         | CI-C            | 2               | 0               | 1               | 1               | -                  | -                  | -                  | -                  | -                  | -           | -           | -           | -           | -           | 29     | 4      | 13     | 12     | 13,79      | esonerato                      |
| Totale Pianese             | Totale Pianese             | Totale Pianese             | 103        | 39         | 39         | 25         |                 | 10              | 6               | 1               | 3               |                    | -                  | -                  | -                  | -                  |             | 2           | 0           | 0           | 2           | 115    | 45     | 40     | 30     | 39,13      |                                |
| 2023-2024                  | Follonica Gavorrano        | D                          | 34+1       | 18         | 11         | 5+1        | CI-D            | 9               | 6               | 2               | 1               | -                  | -                  | -                  | -                  | -                  | -           | -           | -           | -           | -           | 44     | 24     | 13     | 7      | 54,55      | 2º                             |
| 2024-apr. 2025             | Follonica Gavorrano        | D                          | 32         | 10         | 9          | 13         | CI-D            | 4               | 3               | 1               | 0               | -                  | -                  | -                  | -                  | -                  | -           | -           | -           | -           | -           | 36     | 13     | 10     | 13     | 36,11      | esonerato                      |
| Totale Follonica Gavorrano | Totale Follonica Gavorrano | Totale Follonica Gavorrano | 83         | 31         | 25         | 27         |                 | 13              | 9               | 3               | 1               |                    | -                  | -                  | -                  | -                  |             | -           | -           | -           | -           | 96     | 40     | 28     | 28     | 41,67      |                                |
| Totale carriera            | Totale carriera            | Totale carriera            | 622        | 232        | 212        | 178        |                 | 69              | 31              | 20              | 18              |                    | -                  | -                  | -                  | -                  |             | 4           | 0           | 0           | 4           | 695    | 263    | 232    | 200    | 37,84      |                                |

## Palmarès

### Giocatore

#### Competizioni nazionali
- Campionato italiano di Serie B: 1

Pisa: 1984-1985
- Campionato italiano Serie C1: 1

Catanzaro: 1986-1987 (Girone B)

### Allenatore

#### Competizioni nazionali
- Serie D: 2

Pontedera: 2011-2012 (Girone E)
Pianese: 2018-2019 (Girone E)